# Bilsen
Bilsen ist eine Gemeinde im Kreis Pinneberg im südlichen Schleswig-Holstein. Hohenhorst und Timmhoop liegen im Gemeindegebiet.

## Geografie
Der Ort liegt etwa 14 Kilometer nördlich von Hamburg, unmittelbar an der Bundesstraße 4. Durch den Ort fließt die Bilsener Bek.

## Politik

### Gemeindevertretung
- BFB: 6
- CDU: 5

Bei den letzten Kommunalwahlen in Schleswig-Holstein am 14. Mai 2023 stimmten im Wahlbezirk Bilsen 01 – von insgesamt 667 Wahlberechtigten – 488 Personen mit davon 486 gültigen Stimmen wie folgt ab: Freie Wählergemeinschaft – BFB: 1541 Stimmen (55,2 %), CDU: 1249 Stimmen (44,8 %).
Die Wahlbeteiligung lag bei 73,2 %.
Die Gemeindevertretung Bilsen setzt sich aktuell wie folgt zusammen:
Sechs Mitglieder von der Freien Wählergemeinschaft – BFB und fünf Mitglieder von der CDU.
Die CDU wurde nach über 70 Jahren in Bilsen abgewählt. Die Freie Wählergemeinschaft – BFB hat die Mehrheit gewonnen und wird den Bürgermeister stellen. Die Kandidaten des BFB wurden alle direkt gewählt, die fünf CDU-Gemeindevertreter folgten über die Listenplätze.

### Bürgermeister
Am 12. Juni 2023 wurde, mit der Mehrheit der freien Wählergemeinschaft – BFB, Jens Külsen (BFB) zum neuen Bürgermeister gewählt. Er folgte dem erst am 2. November 2022 durch die Gemeindevertretung in das Amt gewählte Achim Bestmann (CDU), der nun nur über einen Listenplatz in die Gemeindevertretung eingezogen ist. Dieser war dem Vizepräsidenten des Schleswig-Holsteinischen Landtags Peter Lehnert (CDU) gefolgt, der nach zehn Jahren sein Bürgermeisteramt überraschend niedergelegt hatte. Sein Vorgänger wiederum, Rainer Ute Harms (CDU), führte die Gemeinde Bilsen über 38 Jahre seit 1974.

## Geschichte
Von 1385 bis 1803 gehörte das Dorf Bilsen mit sämtlichen Gütern und Rechten vor allem an wertvollen Holzungen zum Besitz des Hamburger Zisterzienserinnen-Klosters Harvestehude.
Am Bilsener Wohld unterzeichnete die deutsche Delegation unter Generaladmiral Hans-Georg von Friedeburg am 4. Mai 1945 in Anwesenheit britischer Offiziere die Teilkapitulation der Wehrmacht für Nordwestdeutschland, Dänemark und die Niederlande.

### Wappen
Nach einem Entwurf des Bargteheider Grafikers und Malers Herbert Kaulbarsch trägt Bilsen seit 31. August 1978 ein Wappen. Die genehmigte Flaggenführung folgte Anfang 1998.
Blasonierung: „In Silber ein roter Schräglinksbalken; oben ein blaues Lilienkreuz, unten ein schräglinkes grünes Eichenblatt.“ Das Lilienkreuz repräsentiert Maria als Patronin des Klosters Harvestehude. Der rote Balken symbolisiert die Bundesstraße 4. Diese mitten durch Bilsen führende Straße ist die Nachfolgerin der ersten in Schleswig-Holstein gebauten Kunststraße. Das Eichenblatt steht für den Bilsener Wohld. Die Eiche gilt als der typische Baum des früheren Waldes, in den die Schweine zur Eichelmast getrieben wurden.

### Partnergemeinden
- Satow, Mecklenburg-Vorpommern
- Bilzen, Belgien

## Kultur und Sehenswürdigkeiten

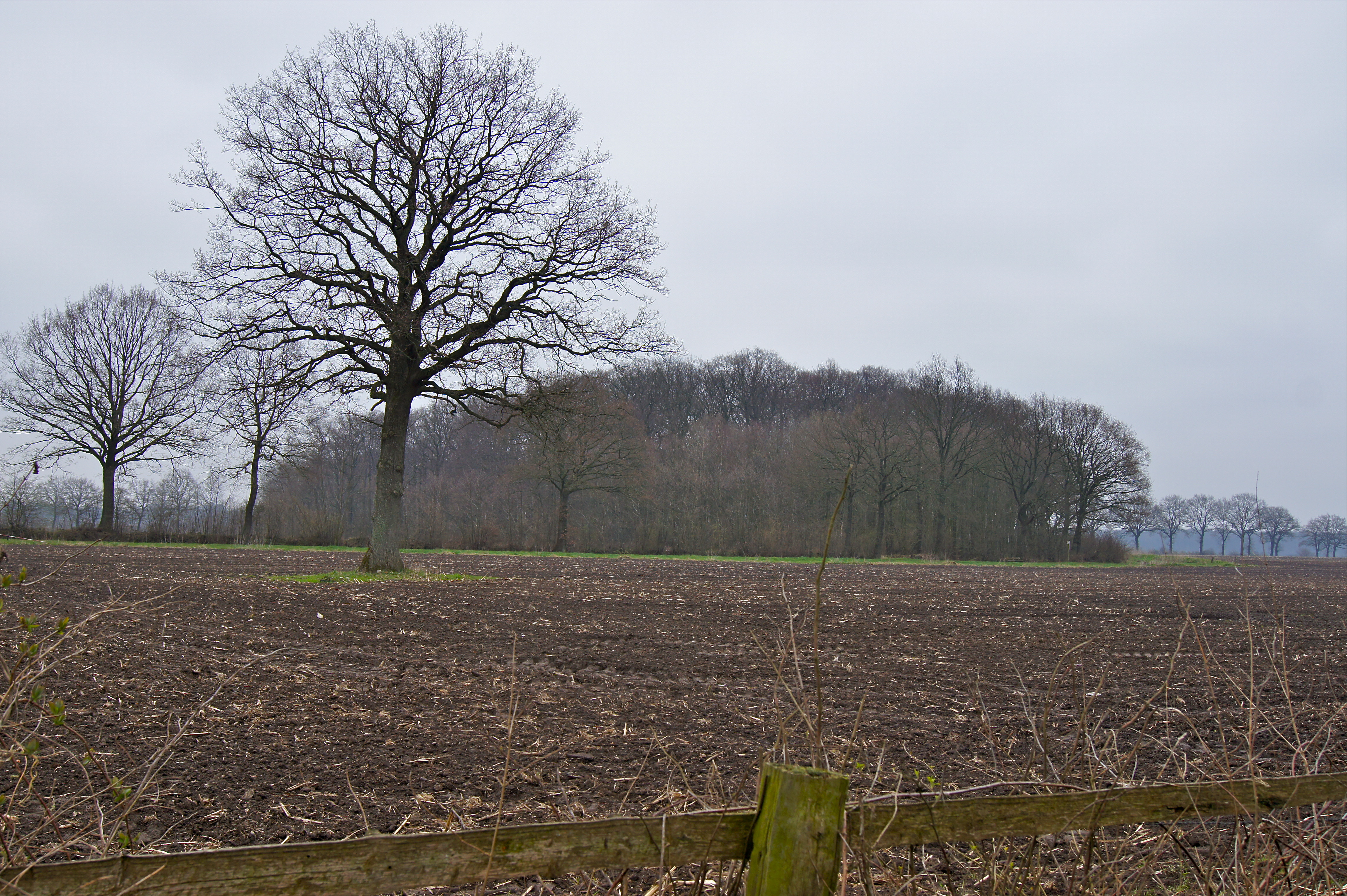
Hügelgrab Dreebargen in Bilsen

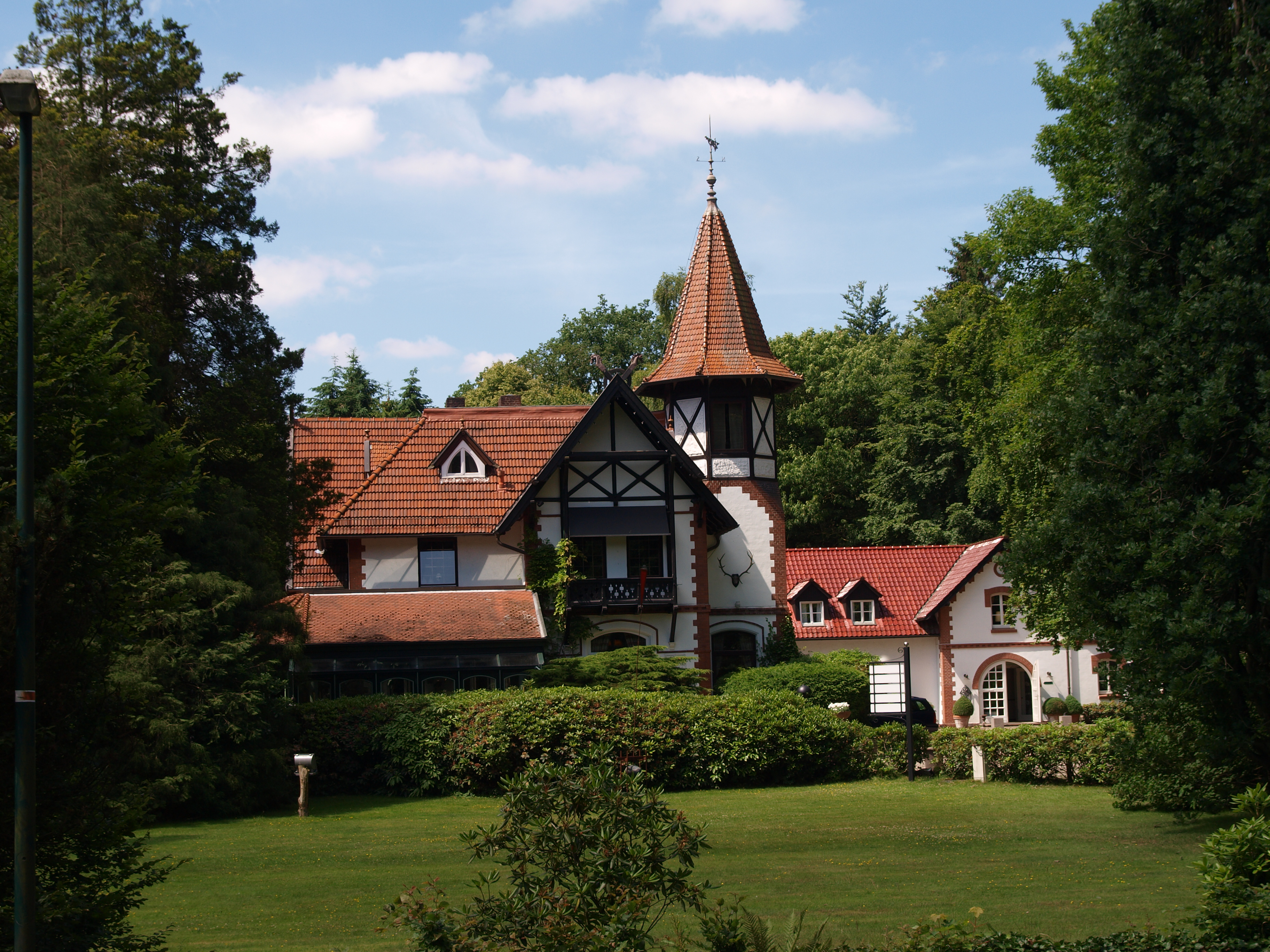
Jagdhaus Waldfrieden, denkmalgeschütztes Gebäude von 1902 in Bilsen (2012)

In der Liste der Bodendenkmale in Bilsen wurden zwei Grabhügel der Vor- und/oder Frühgeschichte vom Archäologischen Landesamtes Schleswig-Holstein (ALSH) als archäologische Bodendenkmale anerkannt und stehen unter Denkmalschutz. Das in der Gemeinde Bilsen gelegene Hünengrab Dreebargen gilt als größte Schleswig-Holsteins. Zu einer weiteren Sehenswürdigkeit von Bilsen gehört das 1902 für den Hamburg-Harburger Fabrikanten der Metall-, Stahl- und Eisenwerke Georg Niemeyer errichtete Jagd- und Wohnhaus an der Kieler Straße, das nach 1945 zu einem Hotel umgewandelt wurde.

## Söhne und Töchter der Gemeinde
- Berend Harms (* 1939), Politiker (SPD)
- Rainer Ute Harms (* 1940), Politiker (CDU)